# Пырванов, Георгий
Гео́ргий Се́дефчов Пырва́нов (болг. Георги Седефчов Първанов; род. 28 июня 1957, Сириштник, Перникская область, Народная Республика Болгария) — болгарский политический и государственный деятель. Президент Болгарии (2002—2012).

## Биография

### Ранние годы
Родился 28 июня 1957 года в селе Сириштник Перникской области. Отец — Седефчо Пырванов Величков (1931—1989), мать — Марийка Методиева Величкова (1933—2016).

### Образование и научная деятельность
В 1981 году окончил исторический факультет университета Святого Климента Охридского в Софии.
С 1981 года — член Болгарской коммунистической (позднее социалистической) партии (БСП).
С 1981 года — научный сотрудник Института истории компартии Болгарии.
В 1988 году защитил докторскую диссертацию по истории.
С 1989 года — старший научный сотрудник Института истории компартии Болгарии.
Согласно рассекреченным данным, был сотрудником Комитета государственной безопасности Болгарии под псевдонимом Гоце.

### Политическая деятельность
В 1994 году избран депутатом народного собрания Болгарии, вошёл в комиссию по радиовещанию и телевидению. В этом же году стал заместителем председателя высшего совета БСП.
С 1996 года — председатель БСП.
В 1997 году повторно избирался в парламент, возглавил фракцию «Демократических левых сил» и парламентскую фракцию «Коалиция за Болгарию».

#### Во главе Болгарии

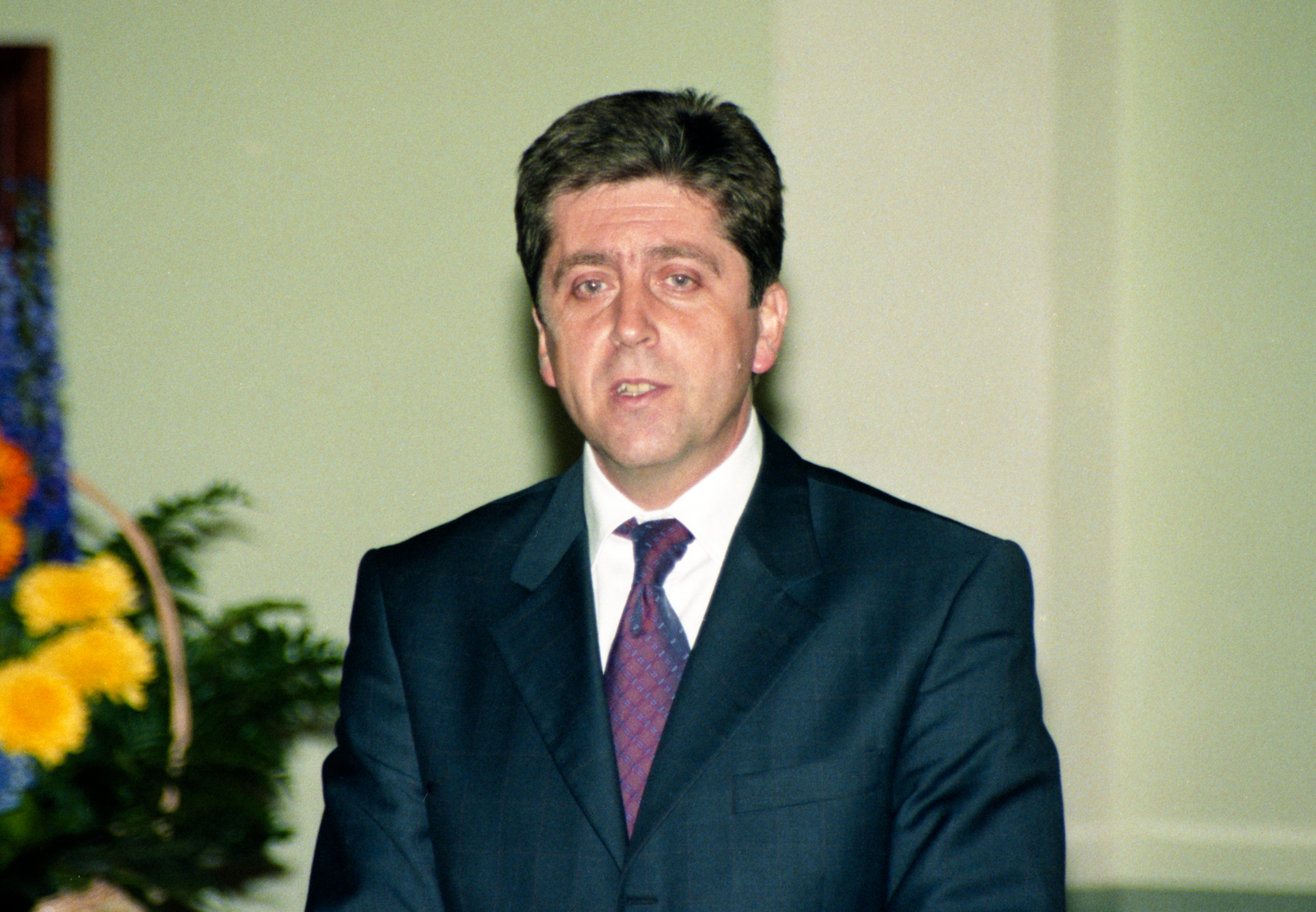
Москва, сентябрь 2002 года

В ноябре 2001 года избран президентом.
Во время первого президентского срока Пырванова 29 марта 2004 года Болгария (вместе с Румынией, Словакией, Словенией, Литвой, Латвией и Эстонией) стала членом НАТО.
В 2006 году повторно избран президентом, победив на выборах кандидата от националистической партии «Атака» Волена Сидерова.
Во время второго президентского срока Пырванова 1 января 2007 года Болгария (вместе с Румынией) стала членом Европейского союза.
В июле 2009 года по итогам парламентских выборов победу одержала партия ГЕРБ, представитель которой, Бойко Борисов, был избран премьер-министром. Отношения между Пырвановым и Борисовым носили достаточно напряжённый характер, вплоть до попытки импичмента Пырванова в марте 2010 года.

#### После президентства
В 2014 году он объявил, что его гражданская инициатива (под названием АБВ) пойдет самостоятельно на европейских выборах. Таким образом АБВ будет соперничать со своими партийными соратниками из БСП. За этот поступок он был назван «политическим трупом» некоторыми членами руководства БСП.

## Награды
- Кавалер Большого креста на цепи ордена «За заслуги перед Итальянской Республикой» (2005 год)[6]
- Цепь ордена «За гражданские заслуги» (Испания)
- Орден Слона (2006 год, Дания)
- Большой крест ордена Святого Олафа (Норвегия)
- Орден Серафимов (Швеция)
- Цепь ордена Независимости (Катар)
- Орден Заслуг (Ливан)
- Орден Республики (Молдавия, 12 марта 2009 года) — в знак глубокой признательности за особый вклад в развитие отношений дружбы и сотрудничества между Республикой Болгария и Республикой Молдова[7]
- Орден «Гейдар Алиев» (Азербайджан, 14 ноября 2011 года) — за особые заслуги в развитии связей дружбы и сотрудничества между Республикой Болгария и Азербайджанской Республикой[8][9]
- Орден «За выдающиеся заслуги» (Узбекистан, 18 ноября 2003 года) — за выдающиеся заслуги в развитии дружбы и взаимопонимания между узбекским и болгарским народам, углублении взаимовыгодных и плодотворных отношений между Республикой Узбекистан и Республикой Болгария, а также большой вклад в укрепление мире и международного сотрудничества[10]
- Орден Трёх Звёзд 1 класса с цепью (Латвия, 25 ноября 2003 года)[11]
- Орден Святого царя Бориса Крестителя (Болгарская Православная Церковь)
- Орден преподобного Паисия Величковского I степени (Православная церковь Молдовы, 2009 год)[12]
- Почётный доктор Бакинского славянского университета (2004 год)[13]
- Почётный знак «Друг прессы» (ИТАР-ТАСС, 2009 год)[14]